# Епархия Лимуэйру-ду-Норти
Епархия Лимуэйру-ду-Норти (лат. Dioecesis Limoëirensis) — епархия Римско-Католической церкви с центром в городе Лимуэйру-ду-Норти, Бразилия. Епархия Лимуэйру-ду-Норти входит в митрополию Форталезы. Кафедральным собором епархии Лимуэйру-ду-Норти является церковь Непорочного Зачатия Пресвятой Девы Марии.  

## История
7 мая 1938 года Римский папа Пий XI учредил епархию Лимуэйру-ду-Норти, выделив её из apxиепархий Белу-Оризонти и Форталезы.

## Ординарии епархии
- епископ Aureliano de Matos (1940—1967);
- епископ Жозе Фрейре Фалкан (1967—1971);
- епископ Pompeu Bezerra Bessa (1973—1994);
- епископ Manuel Edmilson da Cruz (1994—1998);
- епископ José Haring (2000 — по настоящее время).

## Источник
- Annuario Pontificio, Ватикан, 2007